# Devon Terrell
Devon Terrell (Long Beach, Estados Unidos, 23 de octubre de 1992) es un actor estadounidense-australiano conocido por interpretar a un Barack Obama joven en la película biográfica de 2016 Barry.

## Primeros años y educación
Terrell nació en Long Beach, California, de padre afroamericano y de madre anglo india blanca. A los 5 años se mudó con su familia a Perth, Australia Occidental, creciendo en Forest Lakes. Después de terminar su educación secundaria en la Lynwood Senior High School, asistió a la Universidad Edith Cowan, especializándose en educación teatral. Se graduó del Instituto Nacional de Arte Dramático en 2013.

## Carrera
El primer papel de Terrell fue en la serie Steve McQueen para HBO, Codes of Conduct, que se canceló después de filmar el piloto. Luego buscó una audición para Barry, sintiendo una afinidad por Obama, ya que ambos son de raza mixta. Dijo que, una vez cuando se le preguntó a los 19 años cuál sería su "papel soñado", era retratar a Obama.
Para prepararse para el papel, Terrell trabajó con un entrenador de dialectos y observó los discursos de Obama para dominar su acento y su forma de hablar, y se le ofreció el papel después de una audición. También se entrenó para retratar al zurdo Obama, incluido el aprendizaje de cómo escribir y jugar baloncesto con la mano izquierda. Leyó el libro de Obama Sueños de mi padre tres veces para entrar en su mentalidad, y recibió elogios por su interpretación cuando se estrenó la película.

## Filmografía
| Año  | Título      | Papel        | Notas |
| ---- | ----------- | ------------ | ----- |
| 2016 | Barry       | Barack Obama |       |
| 2018 | Ofelia      | Horacio      |       |
| 2018 | El profesor | Danny        |       |

| Año  | Título              | Papel        | Notas             |
| ---- | ------------------- | ------------ | ----------------- |
| 2015 | Códigos de conducta | Beverly Snow | Piloto no emitido |
| 2020 | Maldita             | Rey Arturo   | Rol principal     |